# Ủy ban Chấp hành Trung ương Liên Xô
Ủy ban Chấp hành Trung ương Liên Xô (tiếng Nga: Центра́льный исполни́тельный комите́т СССР), viết tắt là CHTW Liên Xô (tiếng Nga: ЦИК СССР), là cơ quan quản lý có quyền lực cao nhất của Liên Xô trong thời gian giữa các phiên họp của Đại hội Xô viết Liên Xô, trong thời gian từ năm 1922 đến năm 1938, khi nó được thay thế bởi Đoàn chủ tịch Xô viết Tối cao được triệu tập lần thứ nhất.

## Cấu trúc
Hiến pháp Liên Xô năm 1924, Ủy ban Chấp hành Trung ương Liên Xô gồm hai viện: Xô viết Liên bang (đại biểu được bầu trực tiếp) và Liên Xô Quốc gia (đại biểu được bầu trong khu vực). Ở cấp Cộng hòa cấu thành, có một Ủy ban chấp hành trung ương ở mỗi nước cộng hòa liên bang:
- Ủy ban Chấp hành Trung ương toàn Nga trong Nga Xô
- Ủy ban Chấp hành Trung ương toàn Belarus trong Belarus Xô
- Ủy ban Chấp hành Trung ương toàn Ukraina trong Ukraina Xô
- Ủy ban Chấp hành Trung ương toàn Caucasus trong Caucasus Xô

Ngoài ra Đoàn Chủ tịch Ủy ban Chấp hành Trung ương Liên Xô là cơ quan thường trực của Ủy ban Chấp hành Trung ương Liên Xô được bầu với số lượng 21 thành viên. 

## Chức năng và nhiệm vụ
Ủy ban Chấp hành Trung ương Liên Xô công bố các bộ luật, nghị định, nghị quyết và sắc lệnh, thống nhất công tác về pháp luật và quản lý của Liên bang Cộng hòa xã hội chủ nghĩa Xô viết và xác định phạm vi hoạt động của Đoàn chủ tịch Ủy ban Chấp hành Trung ương và Hội đồng Dân ủy Liên Xô.
Tất cả các nghị định và nghị quyết xác định các quy tắc chung về đời sống chính trị và kinh tế của Liên Xô, cũng như những thay đổi cơ bản của các cơ quan nhà nước Liên Xô, nhất thiết phải có sự xem xét và phê chuẩn của Ủy ban Chấp hành Trung ương Liên Xô.
Tất cả các nghị định, nghị quyết và sắc lệnh do Ủy ban Chấp hành Trung ương Liên Xô ban hành đều có giá trị ràng buộc trên toàn bộ lãnh thổ Liên Xô.
Ủy ban Chấp hành Trung ương Liên Xô có quyền đình chỉ hoặc bãi bỏ các nghị định, nghị quyết và sắc lệnh của Đoàn chủ tịch Ủy ban Chấp hành Trung ương Liên Xô, cũng như Đại hội Xô viết Liên Xô, Ủy ban Chấp hành Trung ương các cộng hòa liên bang và cơ quan khác trong lãnh thổ Liên Xô.
Ủy ban Chấp hành Trung ương Liên Xô bầu 4 Chủ tịch Ủy ban Chấp hành Trung ương nước Cộng hòa liên bang trong số các thành viên của Đoàn Chủ tịch Ủy ban Chấp hành Trung ương nước Cộng hòa liên bang.
Ủy ban Chấp hành Trung ương Liên Xô chịu trách nhiệm trước Đại hội Xô viết Liên Xô.

## Xây dựng luật
Dự luật để trình sự xem xét của Ủy ban Chấp hành Trung ương Liên Xô, chỉ trở thành luật khi được Xô viết Liên bang và Xô viết Quốc gia thông qua, và được công bố thay mặt Ủy ban Chấp hành Trung ương Liên Xô.
Trong trường hợp bất đồng giữa Xô viết Liên bang và Xô viết Quốc gia, vấn đề bất đồng được chuyển tới Ủy ban hòa giải do hai viện tạo ra.
Nếu không đạt được thỏa thuận trong Ủy ban hòa giải, vấn đề được chuyển sang cuộc họp chung của Xô viết Liên bang và Xô viết Quốc gia, và trong trường hợp không đạt được đa số phiếu bầu của Xô viết Liên bang và Xô viết Quốc gia, theo yêu cầu của một trong hai viện, vấn đề có thể được chuyển đến Đại hội bất thường của Đại hội Xô viết Liên Xô.

## Phiên họp
Phiên họp thường kỳ của Ủy ban Chấp hành Trung ương Liên Xô được Chủ tịch Ủy ban Chấp hành Trung ương Liên Xô triệu tập ba lần một năm. Các phiên họp bất thường được triệu tập theo lệnh của Đoàn chủ tịch Ủy ban Chấp hành Trung ương Liên Xô, theo yêu cầu của Đoàn chủ tịch Xô viết Liên bang hoặc Đoàn chủ tịch Xô viết Quốc gia, cũng như theo yêu cầu của Ủy ban Chấp hành Trung ương Liên Xô của một nước cộng hòa liên bang.

## Đoàn Chủ tịch Ủy ban Chấp hành Trung ương Liên Xô
Đoàn chủ tịch Ủy ban Chấp hành Trung ương Liên Xô, là cơ quan lãnh đạo cao nhất giữa các phiên họp của Ủy ban Chấp hành Trung ương Liên Xô, là cơ quan lập pháp, hành pháp và hành chính cao nhất của Liên bang Cộng hòa Xã hội Chủ nghĩa Xô Viết.
Đoàn Chủ tịch Ủy ban Chấp hành Trung ương Liên Xô giám sát việc thi hành Hiến pháp Liên Xô và thi hành mọi quyết định của Đại hội Xô viết và Ủy ban Chấp hành Trung ương Liên Xô.

## Ủy ban Chấp hành Trung ương Cộng hòa Xô viết
- Ủy ban Chấp hành Trung ương Abkhazia Xô viết (1921-1931)
- Ủy ban Chấp hành Trung ương Azerbaijan Xô viết (1921-1938)
- Ủy ban Chấp hành Trung ương Armenia Xô viết (1921-1938)
- Ủy ban Chấp hành Trung ương Belarus Xô viết (1921-1938)
- Ủy ban Chấp hành Trung ương Bukhara Xô viết 1920-1924)
- Ủy ban Chấp hành Trung ương toàn Gruzia (1921-1938)
- Ủy ban Chấp hành Trung ương Ngoại Kavkaz (1922-1937)
- Ủy ban Chấp hành Trung ương Kazakhstan Xô viết  (1937-1938)
- Ủy ban Chấp hành Trung ương Kirghizia Xô viết  (1937-1938)
- Ủy ban Chấp hành Trung ương toàn Nga (1917-1938)
- Ủy ban Chấp hành Trung ương Litva và Belarus (1919-1920)
- Ủy ban Chấp hành Trung ương Tajik Xô viết  (1930-1938)
- Ủy ban Chấp hành Trung ương Turkestan Xô viết  (1918-1924)
- Ủy ban Chấp hành Trung ương Turkmen Xô viết (1925-1938)
- Ủy ban Chấp hành Trung ương Uzbekistan Xô viết  (1925-1938)
- Ủy ban Chấp hành Trung ương toàn Ukraina (1919-1938)
- Ủy ban Chấp hành Trung ương Khorezm Xô viết (1920-1924)

## Ủy ban trực thuộc
- Ủy ban lâm thời về quản lý ngành khoa học và giáo dục các tổ chức Ủy ban Chấp hành Trung ương Liên Xô (Ủy ban khoa học) (1925 - tháng 2 năm 1926)
- Ủy ban quản lý ngành khoa học, giáo dục, văn học và xuất bản các tổ chức Ủy ban Chấp hành Trung ương Liên Xô (Ủy ban khoa học) (tháng 2 năm 1926 - tháng 12 năm 1926)
- Ủy ban Quản lý khoa học và tổ chức giáo dục Ủy ban Chấp hành Trung ương Liên Xô (Ủy ban khoa học) (tháng 12 năm 1926 - 1937)